# District de Nanchuan
Le district de Nanchuan (南川区 ; pinyin : Nánchuān Qū) est une subdivision de la municipalité de Chongqing en Chine.

## Démographie
La population du district était de 642 057 habitants en 1999.